# Kep1er
A Kep1er (/kɛplər/; Khephulro (케플러, Kepeulleo)) egy nemzetközi lányegyüttes, amelyet a CJ E&M hozott létre az Mnet 2022 es Girls Planet 999 című valóságshowja révén. A csoport kilenc tagból áll: Kim Cshehjon (Kim Chaehyun), Hjuning Bahie (Huening Bahiyyih), Cshő Judzsin (Choi Yujin), Kim Dajon (Kim Dayeon), Szo Jongun (Seo Youngeun), Kang Jeszo (Kang Yeseo), Ezaki Hikaru, Szakamoto Mashiro és Sen Hsziaoting (Shen Xiaoting). Az együttest a Swing Entertainment és a Wake One Entertainment irányítja. A Kep1er hivatalosan 2022. január 3-án debütált az első,  First Impact című középlemezével.

## Nevük
A Kep1er nevet a műsor nézői javasolták és hozták létre a Naver weboldalon keresztül. A szó jelentése Kepler, amely Johannes Keplertől és a bolygómozgás törvényeitől származik. Kepler német csillagász és matematikus volt a 16. és 17. században, és azóta sok más dolog névadója is lett.
A név a Girls Planet 999-hez való viszonyát is megőrizte azáltal, hogy a műsor nevéből folytatta az űrrel kapcsolatos témát.

## Történetük

### 2021: Formáció aGirls Planet 999-en keresztül
A Kep1er a Girls Planet 999 című Mnet reality túlélőműsoron keresztül jött létre, amely 2021. augusztus 6. és október 22. között került adásba. A műsorban 99 versenyzőt vett részt Kínából, Japánból és Dél-Koreából. Az eredetileg 99 versenyző közül a kilenc legtöbb szavazatot kapók lettek a Kep1er debütáló tagjai.
A műsor kezdete előtt a végső felállás több tagja tevékenykedett már a szórakoztatóiparban. Cshő Judzsin 2015. március 19-én debütált a Cube Entertainment CLC nevű lányegyüttesében, melynek 2022-es felbomlásáig tagja maradt. 2010-ben, Kang Jeszo tagja volt a CutieL nevű kislány-csoportnak, mielőtt csatlakozott a Busters-hez 2019-ben. 2020-ig a Bustersnél maradt.
Sen Hsziaoting és Kim Dajon korábban más túlélőshow-kban is részt vett. Kim Dajon 2018-ban a Produce 48-ban vett részt a CNC Entertainment képviseletében, míg Sen Hsziaoting a Produce Camp 2020-ban a Top Class Entertainment képviseletében. Mindketten az első körben kiestek, a 70. és a 80. helyezést elérve. Szakamoto Masiro az Mnet Stray Kids című túlélőshowjának első epizódjában szerepelt a női gyakornokok csapatának tagjaként, de nem jutott tovább az első epizódnál.
Sen Hsziaoting versenyszerűen bálterem és modern táncos is volt, aranyérmet nyert egy Sanghajban megrendezett modern táncversenyen, valamint globálisan hatodik lett egy brit versenyen.
A Produce 48 után Kim Dajon otthagyta a CNC Entertainment-et, és aláírt a Stardium Entertainment-hez, de debütáló tervei meghiúsulása után még egyszer távozott. Szakamoto Masiro 2016 és 2018 között gyakornok volt a JYP Entertainmentnél.

### 2022 – napjaink: Debütálás aFirst Impact-tal
A Kep1er eredetileg 2021. december 14-én debütált volna az első, First Impact című középlemezzel, az előrendelés pedig november 29-én kezdődött volna. Azonban bejelentették, hogy a csoport tervezett debütálását 2022. január 3-ra halasztották, mivel az egyik munkatársuk COVID-19-tesztje pozitív lett. December 14-én bejelentették, hogy a csoport tagjai, Masiro és Hsziaoting (Xiaoting) COVID-19-tesztje pozitív lett. December 26-án a Kep1er ügynöksége bejelentette, hogy Hsziaoting (Xiaoting) és Masiro teljesen felépült a COVID-19-ből.
2022. január 3-án a Kep1er kiadta debütáló középlemezét, a First Impact-ot, a címadó Wa Da Da dallal.
Január 10-én bejelentették, hogy Kim Cshehjon (Kim Chaehyun) lesz az SBS MTV csatorna The Show című zenei műsor egyik új műsorvezetője. Január 13-án, a Kep1er megszerezte első győzelmét az Mnet M Countdown zenei műsorban.
2022. június 20-án a Kep1er kiadta második középlemezét, a Doublast-ot.

## Tagok
| Születési név                                  | Születési idő                 |
| ---------------------------------------------- | ----------------------------- |
| Cshö Judzsin (Choi Yujin) (최유진)             | 1996. augusztus 12. (28 éves) |
| Sen Hsziaoting (Shen Xiaoting) (沈小婷)        | 1999. november 12. (25 éves)  |
| Szakamoto Masiro (坂本舞白)                    | 1999. december 16. (25 éves)  |
| Kim Cshehjon (Kim Chaehyun) (김채현)           | 2002. április 26. (23 éves)   |
| Kim Dajon (Kim Dayeon) (김다연)                | 2003. március 2. (22 éves)    |
| Ezaki Hikaru (江崎ひかる)                      | 2004. március 12. (21 éves)   |
| Hjuning Bahie (Huenging Bahiyyih) (휴닝바히에) | 2004. július 27. (20 éves)    |
| Szp Jongun (Seo Youngeun) (서영은)             | 2004. december 27. (20 éves)  |
| Kang Jeszo (Kang Yeseo) (강예서)               | 2005. augusztus 22. (19 éves) |

## Diszkográfia

### Középlemezek
| Cím                                                                                    | Album részletei                                                                                                   | Legjobb elért helyezés | Legjobb elért helyezés | Legjobb elért helyezés | Legjobb elért helyezés | Eladás                                                  | Minősítések      |
| Cím                                                                                    | Album részletei                                                                                                   | KOR                    | FIN                    | JPN                    | JPN Hot                | Eladás                                                  | Minősítések      |
| -------------------------------------------------------------------------------------- | --- | ---------------------- | ---------------------- | ---------------------- | ---------------------- | ------------------------------------------------------- | ---------------- |
| First Impact                                                                           | - Kiadás dátuma: 2022. január 3. - Kiadó: Swing, Wake One - Formátumok: CD, digitális letöltés, streaming audio   | 1                      | 19                     | 2                      | 10                     | - KOR: 393,063 - JPN: 35,427 (phy.) - JPN: 2,198 (dig.) | - KMCA: Platinum |
| Doublast                                                                               | - Kiadás dátuma: 2022. június 20. - Kiadó: Swing, Wake One - Formátumok: CD, digitális letöltés, streaming audio  | 2                      | —                      | 9                      | 24                     | - KOR: 346,575 - JPN: 18,359 (phy.)                     | - KMCA: Platinum |
| Troubleshooter                                                                         | - Kiadás dátuma: 2022. október 13. - Kiadó: Swing, Wake One - Formátumok: CD, digitális letöltés, streaming audio | 2                      | –                      | 6                      | 21                     | - KOR: 267,476 - JPN: 21,182 (phy.) - JPN: 753 (dig.)   | - KMCA: Platinum |
| "—" azt jelzi, hogy nem került fel slágerlistára, vagy az adott régióban nem adták ki. | |                        |                        |                        |                        |                                                         |                  |

### Kislemezek
| Cím        | Év   | Toplistás helyezések | Toplistás helyezések | Toplistás helyezések | Eladási adatok | Album        |
| Cím        | Év   | KOR Gaon             | KOR Hot              | NZ Hot               | Eladási adatok | Album        |
| ---------- | ---- | -------------------- | -------------------- | -------------------- | -------------- | ------------ |
| "Wa Da Da" | 2022 | N/A                  | N/A                  | 24                   | N/A            | First Impact |

## Videográfia

### Zenei videók
| Cím        | Év   | Rendező(k)    | Ref.   |
| ---------- | ---- | ------------- | ------ |
| "Wa Da Da" | 2022 | Bang Jae-yeob | [ 35 ] |

## Filmográfia

### Televíziós műsorok
| Év   | Cím               | Csatorna | Megjegyzések                               | Ref.   |
| ---- | ----------------- | -------- | ------------------------------------------ | ------ |
| 2021 | Girls Planet 999  | Mnet     | A Kep1er tagjait meghatározó túlélési show | [ 1 ]  |
| 2021 | Kep1er View       | Mnet     | Debütálás előtti valóságshow               | [ 36 ] |
| 2022 | Kep1er Debut Show | Mnet     | Debütáló előadás                           | [ 37 ] |

## Fordítás
- Ez a szócikk részben vagy egészben  a   Kep1er című angol Wikipédia-szócikk ezen változatának fordításán alapul.  Az eredeti cikk szerkesztőit annak laptörténete sorolja fel. Ez a jelzés csupán a megfogalmazás eredetét és a szerzői jogokat jelzi, nem szolgál a cikkben szereplő információk forrásmegjelöléseként.